# 김진현 (뮤지컬 배우)
김진현(1994년 10월 5일 ~ )은 대한민국의 뮤지컬 배우다.

## 방송
- 더블 캐스팅 (2020) - Top71

## 공연
- 도리언 그레이와 9개의 방 (2018)
- 신숭겸 쇼케이스 (2019)
- 기적소리 (2019)